# Kiełpiny (powiat toruński)
Kiełpiny – wieś w Polsce położona w województwie kujawsko-pomorskim, w powiecie toruńskim, w gminie Czernikowo.
W latach 1975–1998 miejscowość należała administracyjnie do województwa włocławskiego. Według Narodowego Spisu Powszechnego (III 2011 r.) liczyła 371 mieszkańców. Jest szóstą co do wielkości miejscowością gminy Czernikowo.